# Championnat d'Océanie masculin de handball 2012
Navigation
Océanie 2010 Océanie 2014
La 8e édition du Championnat d'Océanie masculin de handball a lieu dans la ville de Sydney en Australie du 22 au 23 juin 2012. Le vainqueur de la compétition est sacré champion d'Océanie de handball et décroche sa qualification pour le Championnat du monde 2013 qui se déroule en Espagne. C'est l'Australie, vainqueur la Nouvelle-Zélande, qui se qualifie.

## Résultats
Le championnat consiste en une rencontre en deux manches entre les deux seules équipes engagées, l'Australie et la Nouvelle-Zélande.
| Équipe    | Aller   | Total   | Retour  | Équipe           |
| --------- | ------- | ------- | ------- | ---------------- |
| Australie | 31 – 10 | 62 – 20 | 31 – 10 | Nouvelle-Zélande |

| 22 juin 2012 20 h 00 | Australie         | 31 – 10  | Nouvelle-Zélande | Dural Sports and Leisure Center, Sydney Affluence : 200 Arbitrage : S. Banatraf, M. Al-Suwaidi |
| 22 juin 2012 20 h 00 | Calvert, Krajnc 5 | (15 – 6) | Palmer 3         | Dural Sports and Leisure Center, Sydney Affluence : 200 Arbitrage : S. Banatraf, M. Al-Suwaidi |
| 22 juin 2012 20 h 00 | Résumé            |          |                  | Dural Sports and Leisure Center, Sydney Affluence : 200 Arbitrage : S. Banatraf, M. Al-Suwaidi |

| 23 juin 2012 16 h 00 | Australie | 31 – 10 | Nouvelle-Zélande | Dural Sports and Leisure Center, Sydney Arbitrage : S. Banatraf, M. Al-Suwaidi |
| 23 juin 2012 16 h 00 | (16 – 6)  |         |                  | Dural Sports and Leisure Center, Sydney Arbitrage : S. Banatraf, M. Al-Suwaidi |
| 23 juin 2012 16 h 00 | Résumé    |         |                  | Dural Sports and Leisure Center, Sydney Arbitrage : S. Banatraf, M. Al-Suwaidi |